# Polykrati
Polykrati er en stat, som er styret af mere end en person. Polykratiets modsætning er autokrati. Ordet er udledt fra græsk -- poly betyder "flere" og kratos (krati) betyder "styre" eller "styrke".